# 格魯梅拉
格魯梅拉（法語：Grouméra），是馬里的城鎮，位於該國西部，由卡伊區的迪耶馬省負責管轄，面積627平方公里，海拔高度266米，2009年人口11,648，人口密度每平方公里19人。